# ۵۰۰ هکتار روی ماه
۵۰۰ هکتار روی ماه (به انگلیسی: 500Dunam on the Moon) داستان روستایی کوچک در شهر حیفا در فلسطین است که در جنگ‌های سال ۱۹۴۸ توسط نیروهای اسرائیلی تصرف می‌شود. این مستند داستان ساکنان اصلی این روستا است که پس از تخریب روستا در تپه‌های اطراف ساکن می‌شوند.